# Tuba wagnerowska
Tuba wagnerowska – instrument muzyczny dęty blaszany.
Richard Wagner, któremu w tetralogii Pierścień Nibelunga (wykonanej po raz pierwszy w 1876 roku) potrzebne było uroczyste, nieznanej dotąd jakości brzmienie – zasugerował Adolfowi Saxowi zbudowanie instrumentu pośredniego pomiędzy rogiem a tubą. Instrument ten posiadał kształt tuby – lejkowaty ustnik – podobny do stosowanego w rogu i cztery wentyle przeznaczone do obsługiwania lewą ręką, ponieważ na tych tubach grali waltorniści.
Wagnerowski „kwartet” tub składał się z dwóch instrumentów tenorowych odpowiadających wielkością rogom B (skala B1 – f²) oraz dwóch instrumentów basowych odpowiadających rogom F (skala H2 – g¹).
Notacja partii na te instrumenty nie zawsze jest konsekwentna nawet u samego Wagnera. Innowacja Wagnera nie znalazła tak wielu naśladowców. Do wybitnych kompozycji okresu postwagnerowskiego wykorzystujących tuby wagnerowskie należą:
- Anton Bruckner – VII Symfonia (1883),
- Felix Draeseke – Symfonia tragica (1886),
- Richard Strauss – opera Elektra (1909),
- Richard Strauss – Symfonia alpejska (1911-1915).